# Amtsgericht Elbingerode
Das Amtsgericht Elbingerode war ein Gericht der ordentlichen Gerichtsbarkeit in Elbingerode.
Nach der Revolution von 1848 wurde im Königreich Hannover die Rechtsprechung von der Verwaltung getrennt und die Patrimonialgerichtsbarkeit abgeschafft.
Das Amtsgericht wurde daraufhin mit der Verordnung vom 7. August 1852 die Bildung der Amtsgerichte und unteren Verwaltungsbehörden betreffend als königlich hannoversches Amtsgericht gegründet.
Es umfasste das Amt Elbingerode.
Das Amtsgericht war dem Obergericht Osterode untergeordnet. Mit der Annexion Hannovers durch Preußen wurde es zu einem preußischen Amtsgericht in der Provinz Hannover.
Infolge der reichseinheitlichen Gerichtsverfassung wurde das Amtsgericht Elbingerode mit Wirkung ab 1. Oktober 1879 aufgehoben und der Amtsbezirk Elbingerode dem Amtsgericht Wernigerode in der Provinz Sachsen zugeordnet.